# Rodolfo Martín Villa
Pour les articles homonymes, voir villa (homonymie).
Rodolfo Andrés Martín Villa (né le 3 octobre 1934 à Santa María del Páramo, dans la province de León) est un homme politique et entrepreneur espagnol.

## Biographie

### Formation
Il étudie le génie industriel à l'université complutense de Madrid et appartient au Corps des inspecteurs des finances de l'État. Il entre alors dans le Syndicat vertical, au sein duquel il occupera diverses fonctions.

### Sous le régime franquiste
Nommé chef national du Sindicato Español Universitario en 1962, il conserve ce poste deux ans puis devient président du Syndicat du papier, de la presse et des arts graphiques entre 1964 et 1965. Cette même année, il est désigné délégué provincial des syndicats dans la province de Barcelone, puis directeur général des Industries textiles du ministère de l'Industrie en 1966. En novembre 1969, il devient secrétaire général de l'Organisation syndicale (qui a succédé aux Syndicats verticaux) et conserve cette fonction pendant cinq ans.
Devenu gouverneur civil et chef provincial du Mouvement national de Barcelone en 1974, il est nommé, en décembre 1975, ministre des Relations syndicales par Carlos Arias Navarro, sous le premier gouvernement de la monarchie.

### Ministre de l'Intérieur
De 1976 à 1979, il est ministre de l'Intérieur dans les gouvernements d'Adolfo Suárez, devenant ce de fait l'un des personnages-clés de la Transition démocratique espagnole. Dans le même temps, il adhère à l'Union du centre démocratique, le parti centriste désormais au pouvoir. Il est alors inscrit sur le quota des indépendants, un terme utilisé pour désigner les anciens cadres du régime de Franco.
Nommé au Sénat par Juan Carlos Ier en 1977, il est élu représentant de la province de León au Congrès des députés à l'occasion des législatives de 1979. Il quitte le ministère de l'Intérieur et prend la présidence de la commission parlementaire de l'Industrie et de l'Énergie.

### Vice-président du gouvernement
Cependant, il est rappelé par Suárez au poste de ministre de l'Administration territoriale dans son troisième gouvernement à l'occasion du remaniement ministériel du 9 septembre 1980. Confirmé dans ses fonctions le 27 février 1981 au sein du nouveau gouvernement conduit par Leopoldo Calvo-Sotelo, il les abandonne dès le 2 décembre pour devenir premier vice-président du gouvernement.
Il quitte l'exécutif en juillet 1982, soit peu de temps avant le triomphe des socialistes aux élections législatives anticipées du 28 octobre 1982. À cette occasion, il est réélu député de León et fait partie des onze parlementaires que conserve l'UCD.

### De l'UCD au PP
Après la dissolution de l'UCD en 1983, il décide de rejoindre le Parti démocrate populaire (PDP). Il n'est pas réélu au Congrès en 1986. Trois ans plus tard, le PDP rejoint le Parti populaire (PP). Il retrouve peu après un siège de député dans la circonscription de Madrid. À la suite de la victoire du PP en 1996, il devient président de la commission de la Justice et de l'Intérieur.
Il démissionne cependant du Congrès en février 1997 et met fin à sa carrière politique.

### Après la politique
Il est mandaté par le second gouvernement de José María Aznar pour enquêter sur la marée noire causée par le naufrage du pétrolier Prestige. Il a également été président de diverses entreprises, parmi lesquelles Endesa entre 1997 et 2000 (il est en depuis le Président d'honneur). Il est actuellement président de la société Sogecable.

## Controverses
Les avocats argentins des droits de l'homme ont annoncé à Madrid le 23 avril 2013 que trois anciens ministres espagnols du régime franquiste, dont Villa, devaient être arrêtés et jugés en raison de leur participation présumée au meurtre de citoyens argentins. Villa est spécifiquement accusé d'avoir ordonné l'exécution de cinq ouvriers lors d'une grève à Vitoria en mars 1976,. Il fait l'objet d'une enquête en Argentine pour homicide aggravé et crimes contre l'humanité commis lors de la répression de Vitoria en 1976 qui a fait 5 morts.
En 1976, il reçoit la médaille d'or de Barcelone, considérée comme la plus haute décoration civile de la ville. Des années plus tard, en 2017, la mairie de Barcelone lui retire le prix. Le retrait de cette médaille d'or repose sur l'article 6 du règlement municipal de 2012, qui introduit la possibilité de révoquer les médailles pour des actes déméritoires. Cependant, cette mesure est révoquée le 27 janvier 2022 par le tribunal supérieur de justice de Catalogne. Le jugement considère que cette décision est contraire au règlement municipal de 2012 et à la décision de maintenir les distinctions accordées à toutes les personnes physiques et morales par le précédent règlement municipal de 1950. Le tribunal a pris la décision avec deux voix contre et a fondé la décision sur l'absence de faits nouveaux. Cependant, le lendemain, Martín Villa a annoncé qu'il renonçait à la médaille .